# .ly
.ly è il dominio di primo livello nazionale assegnato alla Libia.
Dal 2004 è amministrato da General Posts and Telecommunications Company (GPTC).
Il dominio è utilizzato da alcuni servizi di abbreviazione degli URL tra cui bit.ly e ow.ly.